# Depressió tropical u (1992)
La depressió tropical u del juny de 1992 establí la probabilitat d'ocurrència en 100 anys en algunes zones del sud-oest de Florida. Va ser la primera depressió tropical i el segon cicló tropical de la temporada d'huracans a l'Atlàntic del 1992 i es va desenvolupar el 25 de juny del desenvolupament d'una ona tropical. La depressió avançà cap al nord-est i recalà el 26 de juny a prop de Tampa, Florida, poc abans de dissipar-se terra en dins.